# Polystichum wilesianum
Polystichum wilesianum är en träjonväxtart som beskrevs av George Richardson Proctor. Polystichum wilesianum ingår i släktet Polystichum och familjen Dryopteridaceae. Inga underarter finns listade.